# Jürg Fröhlich

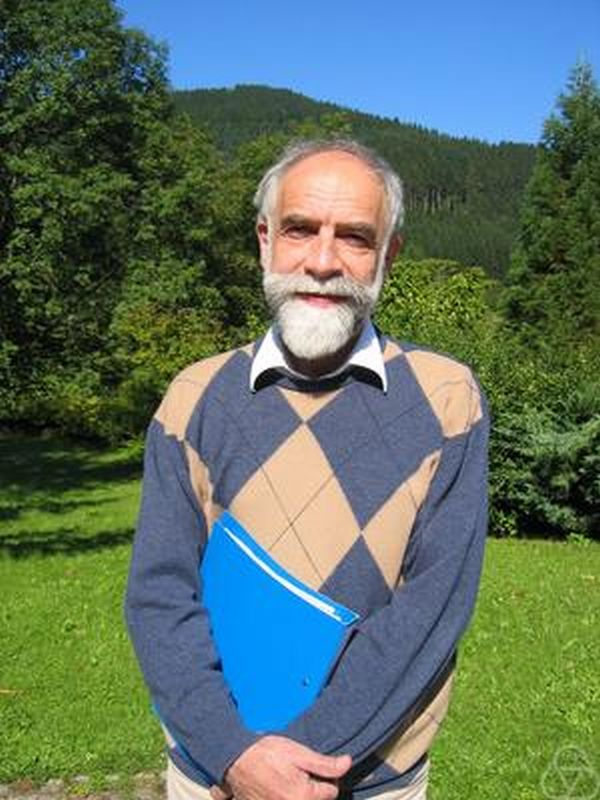
Jürg Fröhlich in Oberwolfach, 2005

Jürg Martin Fröhlich (* 4. Juli 1946 in Schaffhausen) ist ein schweizerischer Theoretischer Physiker, Mathematiker und Hochschullehrer.

## Leben
Fröhlich machte 1965 in Schaffhausen die Matur und studierte danach an der ETH Zürich Mathematik und Physik. 1969 machte er bei Klaus Hepp und Robert Schrader das Diplom (Dressing Transformations in Quantum Field Theory). 1972 promovierte er ebendort bei Klaus Hepp (Über das Infrarot-Problem in einem Modell skalarer Elektronen und skalarer Bosonen der Ruhemasse 0). 1972/73 war er Assistent an der Universität Genf und 1973/74 Research Fellow bei Arthur Jaffe an der Harvard University. Von 1974 bis 1977 war er Assistant Professor am Mathematik-Departement der Princeton University. 1976 erhielt er ein Forschungsstipendium der Alfred P. Sloan Foundation (Sloan Research Fellowship). 1978 bis 1982 war er Professor am Institut des Hautes Études Scientifiques in Bures-sur-Yvette bei Paris. Seit 1982 ist er Professor für theoretische Physik an der ETH, wo er das „Center for Theoretical Studies“ gründete.
Fröhlich arbeitet über Quantenfeldtheorie (axiomatische Quantenfeldtheorie, konforme Feldtheorien, topologische Quantenfeldtheorien) und die strenge mathematische Behandlung von Modellen der statistischen Mechanik, der Theorie der Phasenübergänge und z. B. dem Fractional Quantum Hall Effect (FQHE) sowie über nichtkommutative Geometrie (im Sinn von Alain Connes).
1981 bewies er unabhängig von Michael Aizenman die Trivialität von {\displaystyle \phi ^{4}} Quantenfeldtheorien für Dimensionen {\displaystyle d>4}.
Fröhlich hielt 1978 eine Invited Adress auf dem Internationalen Mathematikerkongress (ICM) in Helsinki („On the mathematics of phase transitions and critical phenomena“) und 1994 einen Plenarvortrag auf dem ICM in Zürich („The FQHE, Chern-Simons Theory and Integral Lattices“). 1992 war er eingeladener Sprecher auf dem Europäischen Mathematikerkongress in Paris (Mathematical Aspects of the Quantum Hall Effect). Er wurde 1984 mit dem Nationalen Latsis-Preis des Schweizerischen Nationalfonds ausgezeichnet. 1991 erhielt er mit Thomas C. Spencer den Dannie-Heineman-Preis für mathematische Physik. 1997 erhielt Fröhlich den Marcel-Benoist-Preis … in Anerkennung seiner bahnbrechenden und fundamentalen Arbeiten auf dem Gebiet der mathematischen Physik, insbesondere in der Beschreibung von Phasenübergängen, bei der Elektronen-Lokalisierung und beim Quanten-Hall-Effekt. 2001 erhielt er die Max-Planck-Medaille der Deutschen Physikalischen Gesellschaft. 2004 erhielt Fröhlich für … seine Arbeiten zur Theorie der Phasenübergänge, der Quantenfeldtheorie und des Quanten-Hall-Effektes die Ehrendoktorwürde der Universität Zürich. 2009 erhielt er den Henri-Poincaré-Preis. Er ist Mitglied der Academia Europaea (1993), der Berlin-Brandenburgischen Akademie der Wissenschaften und der National Academy of Sciences sowie Fellow der American Mathematical Society.
Fröhlich ist seit 1972 verheiratet und hat zwei Töchter.

## Schriften (Auswahl)
- A journey through statistical physics: selecta of Jürg Fröhlich (Herausgeber Giovanni Felder, Gian Michele Graf, Klaus Hepp). Springer Verlag 2009
- J.Fröhlich: The Pure phases (harmonic functions) of generalized processes or: mathematical physics of phase transitions and symmetry breaking. In: Bulletin of the AMS, 1978, S. 165–193
- Fröhlich, Spencer: Some recent rigorous results in the theory of phase transitions and critical phenomena. Seminar Bourbaki, 586, 1982
- Driessler, Fröhlich: The reconstruction of local observable algebras from the euclidean Green’s functions of relativistic quantum field theory. In: Annales de l’Institut Henri Poincaré, 1977, S. 221–236
- Eckmann, Epstein, Fröhlich: Asymptotic perturbation expansion for the S-matrix and the definition of time ordered functions in relativistic quantum field models. In: Annales de l’Institut Henri Poincaré, 1976, S. 1–34
- mit F. Gabbiani, P.-A. Marchetti: Braid Statistics in Three-Dimensional Local Quantum Theory. In: H. C. Lee (Hrsg.): Physics, Geometry and Topology. Banff Summer School in Theoretical Physics, 1989, S. 15–79,
- Fröhlich, Studer, Thiran: Quantum theory of large systems of non relativistic matter, Les Houches Lectures, 1994, 145 Seiten, arxiv:cond-mat/9508062
- Fröhlich, Chen, Seifert: Renormalization Group Methods: Landau-Fermi liquid and BCS Superconductor. Les Houches, 1994, 50 Seiten, arxiv:cond-mat/9508063
- Fröhlich, Grandjean, Recknagel: Supersymmetric quantum theory, non commutative geometry and gravitation. Les Houches Lectures, 1995, arxiv:hep-th/9706132
- Fröhlich, Simon, Spencer: Infrared bounds, phase transitions and continuous symmetry breaking. In: Communications in mathematical physics, Band 50, 1976, S. 79–95
- mit R. Fernandez, Alan Sokal: Random Walks, Critical Phenomena, and Triviality in Quantum Field Theory. Springer Verlag, 1992
- Non-perturbative Quantum Field Theory. Mathematical Aspects and Applications. Selected Papers of Jürg Fröhlich. World Scientific, 1992
- J. Fröhlich, T. Spencer: Absence of diffusion in the Anderson tight binding model for large disorder or low energy. In: Comm. Math. Phys., Band 88, 1983, S. 151–184